# Snijkî, Burîn
Snijkî (în ucraineană Сніжки) este localitatea de reședință a comunei Snijkî din raionul Burîn, regiunea Sumî, Ucraina.

## Demografie
Componența lingvistică a localității Snijkî
     Ucraineană (97,95%)
     Rusă (1,26%)
     Alte limbi (0,32%)
Conform recensământului din 2001, majoritatea populației localității Snijkî era vorbitoare de ucraineană (97,95%), existând în minoritate și vorbitori de rusă (1,26%).